# Emily Nelson
Emily Nelson (Burton upon Trent, 10 novembre 1996) è un'ex pistard e ciclista su strada britannica, campionessa del mondo 2018 nell'americana.

## Carriera
Nel 2017 ha vinto la medaglia d'argento nell'americana ai Mondiali di Hong Kong; nella rassegna iridata di Apeldoorn 2018 si è laureata campionessa del mondo nella stessa disciplina, vincendo il titolo assieme a Katie Archibald, terminando invece al secondo posto la gara dell'inseguimento a squadre.

## Palmarès

### Pista
- 2013

Campionati del mondo, Inseguimento a squadre Junior (con Amy Hill, Hayley Jones ed Emily Kay)
- 2014

Campionati europei, Inseguimento a squadre Junior (con Manon Lloyd, Grace Garner e Megan Barker)
- 2015

Revolution Series #2, Scratch (Manchester)
Revolution Series #4, Scratch (Glasgow)
- 2016

Campionati europei, Inseguimento a squadre Under-23 (con Emily Kay, Manon Lloyd e Dannielle Khan)
1ª prova Coppa del mondo 2016-2017, Inseguimento a squadre (Glasgow, con Emily Kay, Eleanor Dickinson, Manon Lloyd e Dannielle Khan)
Revolution Series Champions League #1, Corsa a punti (Manchester)
Revolution Series #2, Corsa a punti (Glasgow)
Track Cycling Challenge, Omnium (Grenchen)
- 2017

Campionati britannici, Inseguimento a squadre (con Eleanor Dickinson, Manon Lloyd e Annasley Park)
Grand Prix of Poland, Inseguimento a squadre (Pruszków, con Eleanor Dickinson, Manon Lloyd e Neah Evans)
Campionati europei, Corsa a eliminazione Under-23
2ª prova Coppa del mondo 2017-2018, Inseguimento a squadre (Manchester, con Elinor Barker, Katie Archibald e Neah Evans)
- 2018

Campionati del mondo, Americana (con Katie Archibald)
3ª prova Coppa del mondo 2018-2019, Inseguimento a squadre (Berlino, con Katie Archibald, Emily Kay, Laura Kenny e Jessica Roberts)
3ª prova Coppa del mondo 2018-2019, Americana (Berlino, con Laura Kenny)
- 2019

Campionati europei, Scratch
Quatre Jours de Genève, Scratch
Quatre Jours de Genève, Americana (con Jenny Holl)
Quatre Jours de Genève, Omnium

### Strada
- 2019

Women's CiCLE Classic

## Piazzamenti

### Competizioni mondiali
- Campionati del mondo su pista

Glasgow 2013 - Inseguimento a squadre Junior: vincitrice
Londra 2016 - Corsa a punti: 5ª
Hong Kong 2017 - Inseguimento a squadre: 5ª
Hong Kong 2017 - Americana: 2ª
Apeldoorn 2018 - Inseguimento a squadre: 2ª
Apeldoorn 2018 - Americana: vincitrice
Apeldoorn 2018 - Inseguimento individuale: 9ª
Pruszków 2019 - Inseguimento individuale: 10ª

### Competizioni europee
- Campionati europei su pista

Anadia 2014 - Inseguimento individuale Junior: 2ª
Anadia 2014 - Inseguimento a squadre Junior: vincitrice
Anadia 2014 - Corsa a punti Junior: 15ª
Anadia 2014 - Scratch Junior: 5ª
Atene 2015 - Inseguimento individuale Under-23: 13ª
Montichiari 2016 - Inseguimento a squadre Under-23: vincitrice
Montichiari 2016 - Corsa a punti Under-23: 2ª
Saint-Quentin-en-Yvelines 2016 - Inseguimento a squadre: 3ª
Saint-Quentin-en-Yvelines 2016 - Americana: 2ª
Sangalhos 2017 - Corsa a eliminazione Under-23: vincitrice
Apeldoorn 2019 - Scratch: vincitrice
Apeldoorn 2019 - Corsa a eliminazione: 2ª